# 4-Anilino-2-metylochinazolina
4-Anilino-2-metylochinazolina – heterocykliczny organiczny związek chemiczny z grupy chinazolin.

## Otrzymywanie
Powstaje w wyniku reakcji 4-chloro-2-metylochinazoliny z aniliną:

lub 2-metylo-3H-chinazolin-4-onu z aniliną: